# Фортеця Антонія

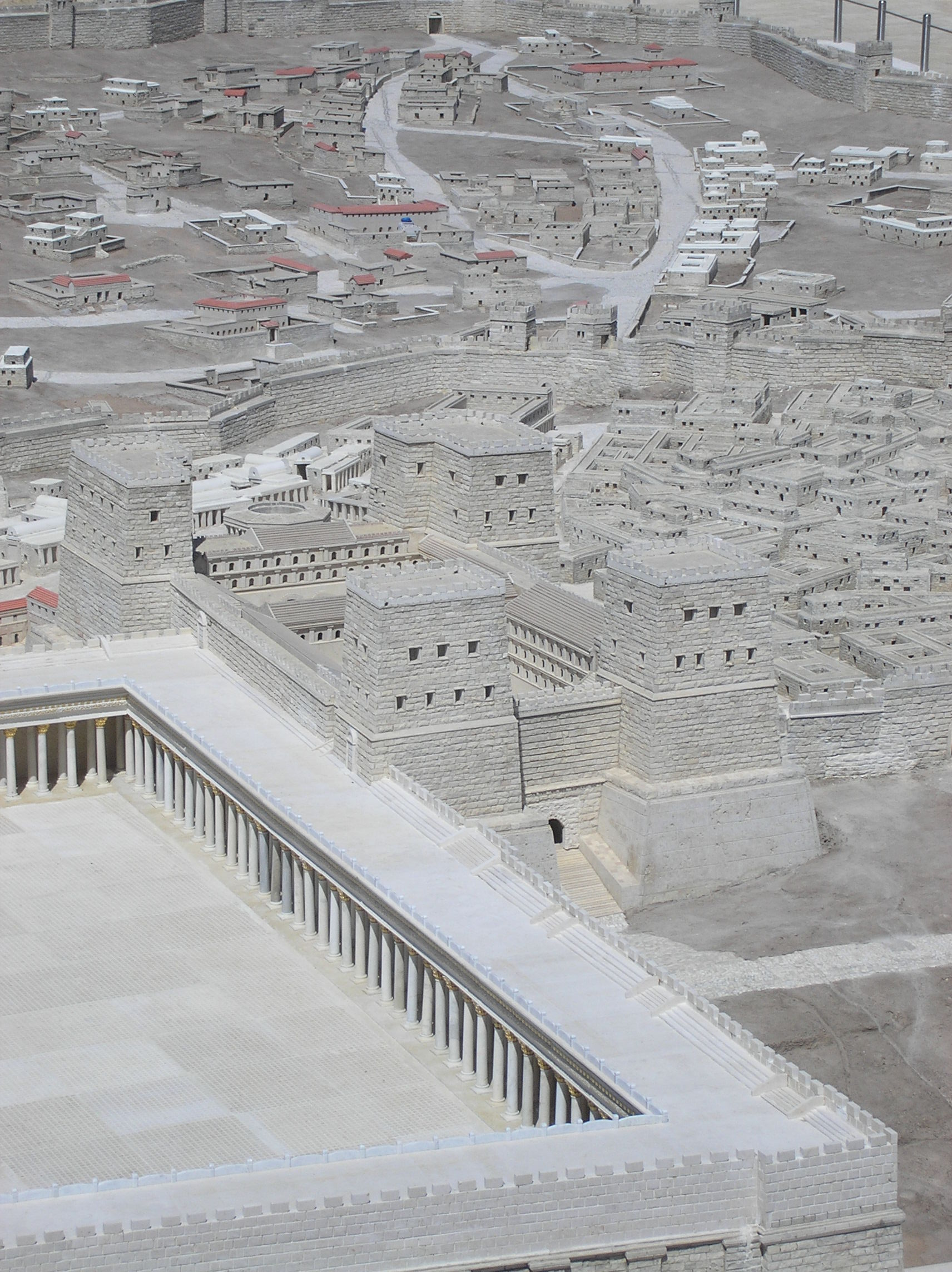
Модель фортеці Антонія у Музеї Ізраїлю

31°46′48″ пн. ш. 35°14′03″ сх. д. / 31.78000° пн. ш. 35.23417° сх. д.
Фортеця Антонія (івр. מצודת אנטוניה, Мекудат Антонія) — комплекс оборонних споруд, побудований Іродом у 31 році до н. е. на східному кінці стіни, що оточувала Єрусалим, на місці залишків укріплень Маккавеїв.

## Історія

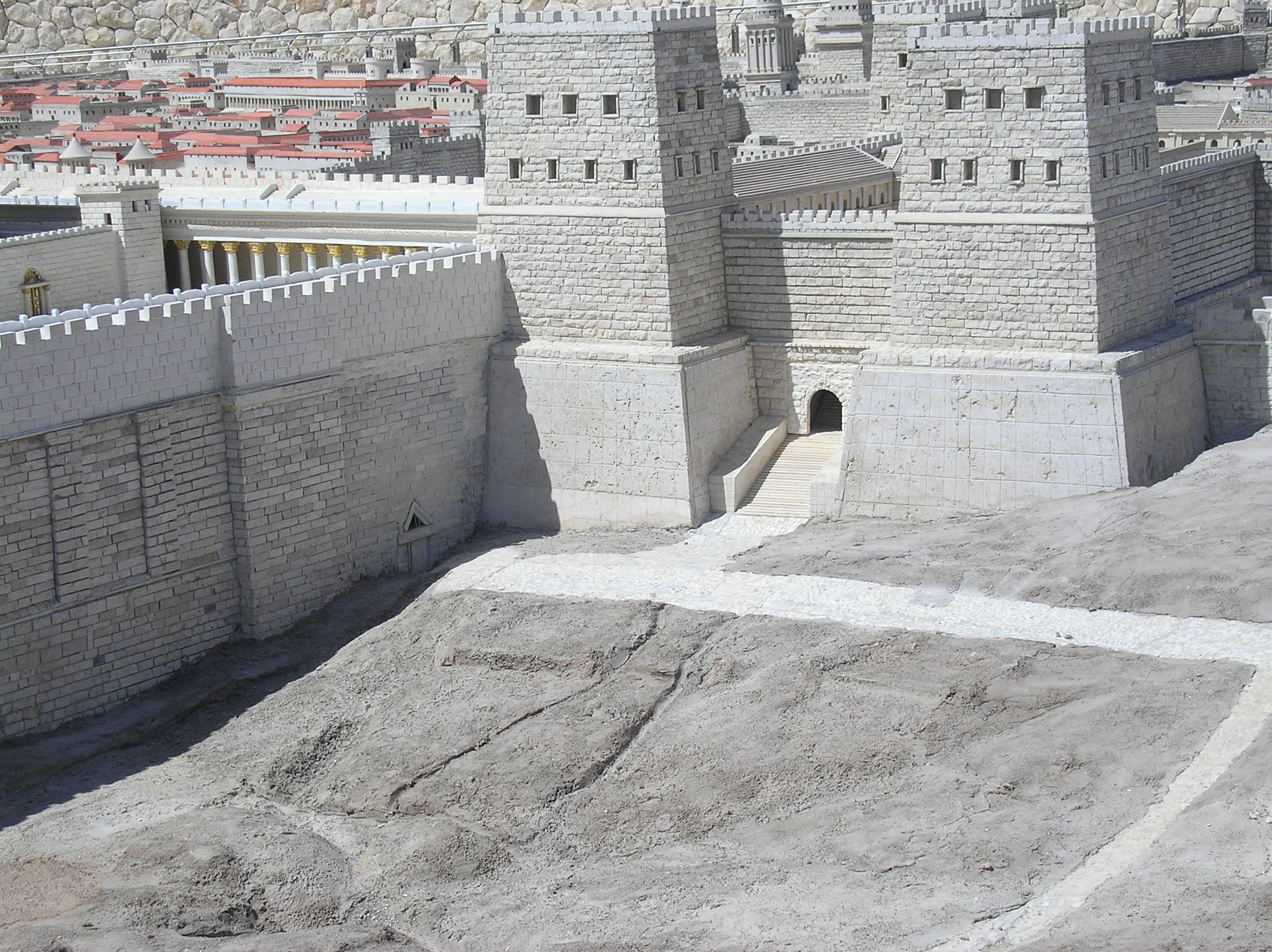
Фортеця Антонія. Основні ворота

Завданням фортеці було укріпити та захистити доступ до Єрусалимського храму та посилити оборону стін з півночі — напрямку найбільш імовірному до можливих атак. Ще однією перевагою фортеці було те, що з неї легко було контролювати події на площі перед храмом. Ще за часів першого Храму на цьому місці було укріплення у вигляді вежі.Біблійні спомини свідчать, що твердиня стояла тут ще набагато раніше. Про неї згадує пророк Неємія (Неєм. 2:8), а пророк Єремія називає її Хананел-баштою (Єр. 31:38 [Архівовано 13 квітня 2021 у Wayback Machine.]). Після повернення із вавилонського полону Неємія знову відбудовує вежу. У 167 р. до н. е. Селевкіди її знову руйнують, та незабаром на цьому є місці будують нову вежу. Ірод I Великий розбудовує укріплення до фортеці, у якій до 23 р. до н. е. була його резиденція, перед його переселенням у царський палац на західному пагорбі Єрусалима. На честь його покровителя Марка Антонія Ірод у 31 р. до н. е. назвав цю фортецю його іменем. Ірод тільки перебудував фортецю Баріс, яка раніше стояла на цьому місці, зведена ще за Хасмонеїв. Єврейською її назва звучала «Біра», тобто «цитадель». Після смерті Ірода, у фортеці перебувала когорта Legio X Fretensis. Після завоювання Єрусалима римським військом у 70 році фортецю знесли й це місце зрівняли з ґрунтом.

## Архітектура
Йосиф Флавій у книзі Юдейська війна описує будівлю. Прямокутна будівля 150 × 90 метрів із з чотирма вежами по кутах. Три з них були висотою 25 м, а четверта — 35 м. Її фундаменти розташовувались на крутій скелі, також висотою 25 м. За часів Ісуса Христа фортеця служила казармою для римських солдатів з Legio X Fretensis.

## Християнська традиція
Християнська традиція розглядає фортецю Антонія як місце, де кажуть, Ісус Христос був засуджений до смерті Понтієм Пілатом. Достеменно не відомо, чи насправді рішення було винесене у фортеці Антонія. Термін «Преторій» (Ів. 18:28 [Архівовано 13 квітня 2021 у Wayback Machine.]), швидше за все, позначає колишній царський палац на західному пагорбі. Проте, зважаючи на свято Пасхи та загрози, що викликали часто погроми в Єрусалимі, існує дуже велика ймовірність того, що Пілат проводив допити та засудження в сильно укріпленій фортеці Антонія.